# Prima di ucciderla
Prima di ucciderla (What Came Before He Shot Her) è un romanzo della scrittrice statunitense Elizabeth George, pubblicato nel 2006.
Si tratta del quattordicesimo libro dedicato alla serie delle indagini dell'Ispettore Thomas Lynley.
Tradotto in varie lingue,  in italiano è apparso nel 2007, nella traduzione di M. Cristina Pietri.

## Trama
Joel Campbell è un ragazzino intelligente, studioso e responsabile. Si occupa del fratellino Toby che ha comportamenti molto strani, sui quali sarebbe opportuno fare un'indagine seria. Inoltre ha una sorella maggiore, quindici anni, che sta prendendo cattive strade: droga, frequentazioni maschili a fini di lucro, rifiuto della scuola e delle responsabilità. In tal modo, Joel è nella posizione del più dotato di tre fratelli molto colpiti dalla vita. Non tutto però è negativo per il ragazzo: un tutor scolastico scopre in lui un talento poetico e il piccolo vince anche un consistente premio a una gara di poesia. In casa, la zia che lo ha accolto, si impegna molto per dare ai nipoti il massimo, pur essendo lei stessa poco fornita di mezzi. Un giovane atleta si è innamorato della zia e viene a vivere con tutti loro, fornendo un positivo modello per i due maschietti.
Ma per i ragazzi Campbell è quasi impossibile stare lontano dai guai. Un bullo del vicinato, Neal Wyatt, tormenta Toby che non sa difendersi e ha troppe reazioni imprevedibili. Ness, la sorella, si è attirata l'odio di un piccolo boss locale, certo Stanley detto La Lama e, giorno dopo giorno, finisce con il delinquere. Arrestata, un giudice mite la condanna ai lavori socialmente utili, ma lei non approfitta dell'occasione, se non in minima parte. Tutto avrebbe una soluzione se la zia dei ragazzi accettasse l'aiuto di un'assistente sociale, Fabia Bender, ma zia Kendra oppone un rifiuto netto a questa opportunità, sapendo che i nipoti sarebbero allontanati. L'assistente ha ragione, il distacco dall'ambiente ostile darebbe buoni frutti, ma la zia è inflessibile.
Per sfuggire alle angherie di Neal, Joel si è rivolto alla Lama, chiedendo protezione. Si ritrova così a promettere fedeltà a questo giovane, un autentico delinquente. In un primo momento gli viene imposto di rapinare una donna, ma la cosa finisce con l'arresto di Joel. Poiché la vittima del furto non ha subito danni e non ha perso nulla, il ragazzo è rilasciato, ma poco dopo Neal si fa sentire aggredendo Ness insieme a un gruppo e lasciandola pesta e stordita. Allora gli appelli di Joel alla Lama si intensificano, anche se un ragazzo, guardia del corpo del boss lo invita a togliersi da quella storia. Finché un giorno Ness, che si è ripresa dal pestaggio, accoltella Neal e  tenta di ucciderlo. La ragazza è rinchiusa in un luogo di recupero.
È a questo punto che scatta il piano diabolico della Lama: non avendo perdonato a Ness cose di cui mai Joel è stato edotto o responsabile, fa andare il ragazzino armato insieme a Cal (la sua guardia del corpo) in un quartiere molto elegante di Londra. Qui attendono l'arrivo di due donne, delle quali Joel nulla sa: all'intimazione di sparare a una di loro, Joel si sente incapace e ci pensa Cal che, dopo averla gravemente ferita, lo conduce in una rocambolesca fuga attraverso i giardini. Tornato a casa, Joel apprende che la donna è Helen Clyde Lynley, contessa e moglie di un ispettore di Scotland Yard, per giunta in attesa di un bambino. La televisione non parla d'altro, la donna muore e il ragazzo comprende che sarà considerato l'assassino, che le sue impronte sono sulla pistola.
Disperato, cerca di nuovo la Lama, ma questa arriva con Neal, mentre Cal non c'è più. Nessuna via d'uscita, anzi l'augurio di finire presto e male, a causa dell'astio della Lama verso Ness. E i poliziotti arrivano, mentre Joel ha accompagnato al parco Toby: una telefonata li ha avvertiti. I due ragazzini sono portati via dagli agenti, Toby per un'ignota destinazione, ma lontano da una famiglia che si oppone al suo possibile recupero. Joel va al posto di polizia e stavolta deve attendere molto, finché arrivano il sergente Havers e l'agente Nkata a identificarlo e prenderlo in consegna. E allora il ragazzo finalmente comprende quanto è stato folle a fidare nella Lama, che lo ha trattato come il suo burattino. Anche se un domani Neal avrà il benservito, oggi è lui la marionetta rotta e gettata via.

## Personaggi principali
- Joel Campbell, ragazzino di 11, poi 12 anni, orfano di padre (che è stato assassinato), privo della madre (rinchiusa in ospedale psichiatrico), abbandonato dalla nonna, vive con la zia paterna e i due fratelli.
- Vanessa (Ness) Campbell, sorella quindicenne di Joel, ha un comportamento trasgressivo e autolesivo.
- Toby Campbell, fratello minore dei Campbell, otto anni, è un bambino di cui non si capisce la natura dei disagi, perché la zia si ostina a non farlo esaminare.
- Kendra Osborne, zia dei tre ragazzi Campbell, se li è visti scaricare dalla madre (Glory) e cerca di essere per loro la famiglia che non hanno più, senza rendersi conto che il compito è superiore alle sue forze.
- Dix D'Court, ventitré anni, per un certo tempo si prodiga a sostenere Kendra, che vorrebbe anche sposare.
- Fabia Bender, assistente sociale.
- Majidah Ghafoor, pakistana, responsabile di un centro per bambini dove Ness va a fare lavoro socialmente utile.
- Ivan Weatherall, tutor di Joel alla scuola, fa di tutto per aiutarlo.
- Neal Wyatt, Calvin Hancock, La Lama, giovani delinquenti del quartiere dove abitano Kendra e i nipoti,

## Edizioni in italiano
- Elizabeth George, Prima di ucciderla: romanzo, traduzione di M. Cristina Pietri, Longanesi, Milano 2007
- Elizabeth George, Prima di ucciderla: romanzo, Mondolibri, Milano 2007
- Elizabeth George, Prima di ucciderla: romanzo, traduzione di Maria Cristina Pietri, TEA, Milano 2008
- Elizabeth George, Prima di ucciderla, Superpocket, Milano 2010
- Elizabeth George, Prima di ucciderla, legge: E. Amicucci, Modena, 2014